# بازجویی
بازجویی (به انگلیسی: Interrogation) یا بازپرسی (به انگلیسی: Questioning) مصاحبه‌ای است که معمولاً توسط افسران پلیس، نیروهای اطلاعاتی و نظامی همچنین مأموران صلاحیت‌دار قضایی (بازپرس، دادیار و…)، با هدف تحقیق و کشف حقیقت از سوی متهم، شاهد یا قربانی انجام می‌شود. به عبارت دیگر، بازجویی روشی قضایی با رعایت حقوق دفاعی متهم و تشخیص اتهام درست از نادرست است که توسط مقام قضایی یا امنیتی صورت می‌گیرد. به فردی که بازجویی را انجام می‌دهد بازجو یا بازپرس می‌گویند.

## اصول بازجویی
1. تعیین اهداف
2. ابتکار (طرح و نقشه‌ای که بازجو می‌کشد تا مجهولات خود را حل کند)
3. صحت و درستی: بازجو باید بفهمد کدام مطالب یا جواب با سؤال او مطابقت دارد و کدام ندارد.
4. تأثیر و برتری شخصیتی، سیاسی و روانی، بر متهم به‌جای استفاده از زور و فشار
5. رعایت حفاظت.

### مواردی که ابتکار عمل را از بازجو می‌گیرد
1. عصبانیت
2. عدم توجه به تناقض‌گویی‌های متهم.
3. دوستی بیش از حد در حین بازجویی با متهم.

### مراحل بازجویی
1. تهیهٔ طرح (طرح چگونگی انجام بازجویی)
2. گرفتن تماس (تماس فنی است که بازجو برای نزدیک شدن یا تشویق طرف مقابل جهت گرفتن مطلب مورد نظر به‌کار می‌برد)
3. انجام سؤالات
4. مرحلهٔ نهایی (شکست متهم و نتیجه‌گیری)
5. تهیهٔ گزارش

### انواع سؤالات
1. سؤالات معمولی
2. سؤالات کنترلی (یعنی سؤالاتی که از قبل جواب آن را می‌دانیم)
3. سؤالات نامربوط
4. سؤالات مستقیم و هدایت‌شونده[۲]

## تکنیک‌ها

### اعتراف‌گیری
پیشنهادپذیری (Suggestibility) به معنی میزان گرایش فرد برای پذیرش آن چیزی هست که دیگران به او پیشنهاد می‌کنند. در این تکنیک بازجو می‌کوشد تا سطح پیشنهادپذیری را در مورد فرد دستگیر شده بالا ببرد. برخی از متدهای رایج عبارت‌اند از محرومیت از خواب، ایجاد نویز مداوم یا استفاده از داروهای گاما آمینوبوتیریک اسید نظیر تیوپنتال سدیم. استفاده از چنین روش‌هایی ممکن است شکنجه تلقی شود. به علاوه چنین متدهایی باعث می‌شود تا فرد دستگیر شده اطلاعات قابل اعتمادی ارائه نکند.

### فریب
فریب دادن نقش مهمی در یک بازجویی ایفا می‌کند. در آمریکا قانونی وجود ندارد که بازجو را از اغراق کردن در مورد شدت جرم، دروغ گفتن به فرد مظنون یا دروغ دربارهٔ اعترافاتِ مجرم دیگر برحزر دارد.

### تغییر در علائم کلامی و غیر کلامی
شخص دروغگو و شخص راستگو در طول مدت بازجویی علائم کلامی و رفتاری متفاوتی را از خود نشان می‌دهند. ثابت شده که دروغگویان در هنگام دروغ گفتن کمتر لبخند می‌زنند، وقفه‌های کمتری در بیان دارند و از ارتباط چشمی خودداری می‌کنند. تحقیقی در این زمینه نشان داده که رفتار شخص فریبکار در سه شکل مختلف جلوه می‌کند:
1. رویکرد احساسی: فرد دروغگو رفتار خود را بر اساس احساساتی که دارد تغییر می‌دهد. برای مثال اگر فرد دروغگو احساس گناه کند ممکن است جهت نگاه خود را تغییر دهد و به چیز دیگری خیره شود.[۴]
2. رویکرد شناختی: برای دروغ گفتن به زمان بیشتری برای فکر کردن نیاز است. به علاوه دروغگو در بیان خود بیشتر مرتکب اشتباه می‌شود.[۴]
3. شخص دروغگو تلاش می‌کند تا ظاهر خود را صادقانه نشان دهد و رفتار خود را به گونه‌ای تغییر دهد تا دروغ‌های خود را باورپذیر جلوه دهد.[۴]

### زیرپاکشی (بالارونده - پایین‌رونده)
زیرپاکشی وادار کردن کسی به بیان رازهای خود است. این روش به دو صورت بالارونده و پایین‌رونده صورت می‌گیرد. در روش بالارونده بازجو به تأیید و تمجید از فرد مظنون می‌پردازد و تلاش می‌کند تا با ساختن فضای مثبت، فرد مظنون را وادار به صحبت کند و اطلاعات لازم را از او به‌دست بیاورد. در روش پایین‌رونده بازجو تلاش می‌کند تا با فحاشی و تحقیر کردن به مظنون، او را وادار به حرف زدن کند. در واقع در این روش فرد بازجو از راه کلامی و روانی مظنون را مورد آزار و اذیت قرار می‌دهد.

### پلیس خوب-پلیس بد
«پلیس خوب - پلیس بد» یکی از روش‌های مرسوم در بازجویی است که در آن دو بازجو، دو روش مختلف را در رویارویی با مظنون در پیش می‌گیرند. در این روش پلیس بد مظنون را تحت فشار قرار می‌دهد اما پلیس خوب از مظنون حمایت می‌کند. هدف از این روش این است که فرد متهم از ترسِ خشم پلیس بد به پلیس خوب پناه بیاورد و با او همکاری کند.

### استفاده از داروهای اثرگذار بر ذهن
در گذشته از سروم‌های حقیقت (که توانایی اثرگذاری بر ذهن را داشتند) در طول بازجویی استفاده می‌شد. برای مثال سی‌آی‌اِی در دههٔ ۱۹۵۰ میلادی و در قالب پروژه ام‌کی‌اولترا تلاش کرد تا مُشتقاتی از ال‌اس‌دی تولید کند که مانند سِرم حقیقت عمل کند. اما امروزه استفاده از دارو به منظور بازجویی غیر مؤثر و غیرقانونی است. قانونی که در مجمع عمومی سازمان ملل متحد (resolution 43/173 of ۹ دسامبر ۱۹۸۸) و در حمایت از حقوق زندانیان و افراد بازداشتی ارائه شد، استفاده از هر متدی که به توانایی‌های تصمیم‌گیری و قضاوت کردن آسیب می‌زند منع کرده است. به علاوه سازمان همکاری‌های جهانی بهداشت و سازمان همکاری‌های بهداشتی آمریکا هم این روش‌ها را ممنوع کرده‌اند.

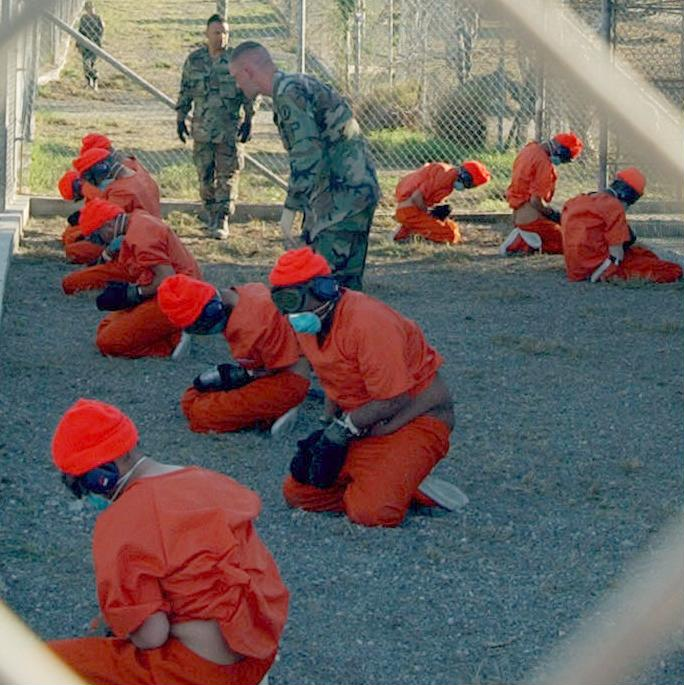
شکنجهٔ بدون لمس

### شکنجه
استفاده از شکنجه سابقهٔ طولانی در طول تاریخ دارد. در طول جنگ سرد سازمان سیا متدهایی نظیر بی‌خوابی و القای حس غرق‌شدن و شوک الکتریکی که در گشتاپو و کاگ‌ب استفاده می‌شد را تغییر داد. همین‌طور سازمان سی‌آی‌اِی تحقیقاتی بر روی شکنجهٔ بدون لمس (no-touch torture) که شامل محرومیت از لمس (Sensory deprivation) و اعمال فشار روانی می‌شود انجام داد. پس از افشای اخبار شکنجه‌های سازمان سی‌آی‌اِی در دههٔ ۱۹۷۰ میلادی سازمان سی‌آی‌اِی به‌طور گسترده‌ای این گونه فعالیت‌ها را متوقف کرد.